# Triraphis pumilio
Triraphis pumilio är en gräsart som beskrevs av Robert Brown. Triraphis pumilio ingår i släktet Triraphis och familjen gräs. Inga underarter finns listade i Catalogue of Life.